# Epilichas miyatakei
Epilichas miyatakei is een keversoort uit de familie Ptilodactylidae. De wetenschappelijke naam van de soort is voor het eerst geldig gepubliceerd in 1952 door Nakane.